# Ribeira (Ponte de Lima)
Ribeira é uma localidade portuguesa sede da Freguesia de Ribeira do Município de Ponte de Lima, freguesia com 9,94 km² de área e 1846 habitantes (censo de 2021), tendo, por isso, uma densidade populacional de 185,7 hab./km².

## Demografia
A população registada nos censos foi:
| Distribuição da População por Grupos Etários | Distribuição da População por Grupos Etários | Distribuição da População por Grupos Etários | Distribuição da População por Grupos Etários | Distribuição da População por Grupos Etários |
| -------------------------------------------- | -------------------------------------------- | -------------------------------------------- | -------------------------------------------- | -------------------------------------------- |
| Ano                                          | 0-14 Anos                                    | 15-24 Anos                                   | 25-64 Anos                                   | > 65 Anos                                    |
| 2001                                         | 295                                          | 267                                          | 934                                          | 345                                          |
| 2011                                         | 297                                          | 201                                          | 1018                                         | 386                                          |
| 2021                                         | 213                                          | 213                                          | 984                                          | 436                                          |

## Património
- Igreja de São João da Ribeira
- Quinta da Garrida ou Garrida Velha
- Casa dos da Garrida ou Casa de São José
- Capela de Santa Catarina
- Capela da Nossa Senhora da Abadia
- Igreja da Senhora da Cruz da Pedra